# 基克拉泽斯群岛
基克拉泽斯群岛（羅馬化：Kykládes，發音：[ciˈkla.ðes]，意为“环状”），是爱琴海南部的一个群岛，也是南爱琴大区下属的原基克拉澤斯州所在地。群岛屬於希臘，位於希臘本土的東南方。它包括约220个岛屿，其中30多个有人居住。它的名字源于这些岛屿环绕着提洛岛排列的形状。
錫羅斯島上的埃爾穆波利是原州府所在地和基克拉泽斯群岛的主要城市。

## 地理
基克拉泽斯诸岛为多山的岛屿，缺乏广阔的耕种用地（唯一例外的是纳克索斯岛）。但是群岛上的矿产资源丰富，并盛产大理石。岛上为典型的地中海气候，出产大麦、葡萄酒和橄榄油。

## 历史
公元前2000年，克里特人佔領了基克拉泽斯群岛，公元前1450年則由邁錫尼人佔領。公元前1100年，群島由多利安人所佔。
约公元前10世紀，爱奥尼亚人开始在岛上定居，将提洛岛作为宗教中心。后来群岛南部被来自伯罗奔尼撒的多利安人占领。前8世纪到前5世纪是基克拉泽斯群岛的鼎盛时期，各个岛上建立了独立的君主制政权。在希波战争中诸岛分成两部分分别支持对战双方。战后，爱奥尼亚部分加入了提洛同盟，而多利安部分则维持独立，直到伯罗奔尼撒战争。

## 主要島嶼
基克拉泽斯群岛大型島嶼主要包括其下：
- 阿莫尔戈斯岛
- 阿纳菲岛
- 安德罗斯岛
- 安迪帕罗斯岛
- 提洛岛
- 福萊甘茲羅斯島
- 伊奥斯岛
- 凯阿岛
- 基莫洛斯島
- 基斯诺斯岛
- 米洛斯岛
- 米科诺斯岛
- 纳克索斯岛
- 帕罗斯岛
- 锡拉岛（圣托里尼）
- 塞里福斯岛
- 锡夫诺斯岛
- 錫基諾斯島
- 锡罗斯岛
- 蒂诺斯岛